# Plexippus
Plexippus C. L. Koch, 1846 è un genere di ragni appartenente alla famiglia Salticidae.

## Distribuzione
Le 37 specie oggi note di questo genere hanno diffusione cosmopolita: si va dalla diffusione di P. paykulli in tutto il mondo alla P. brachypus, endemismo della piccola isola di Yule, nella Papua Nuova Guinea.
In Italia è stata reperita una sola specie di questo genere, la P. paykulli

## Tassonomia

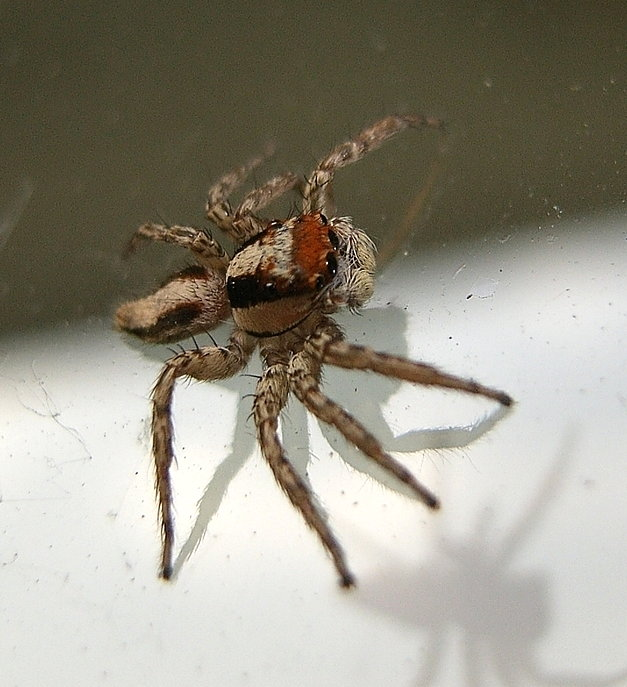
Plexippus setipes, maschio

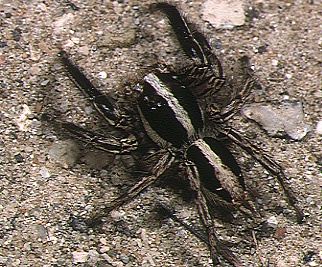
Plexippus paykulli, femmina

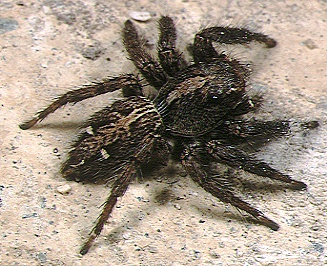
Plexippus paykulli, maschio

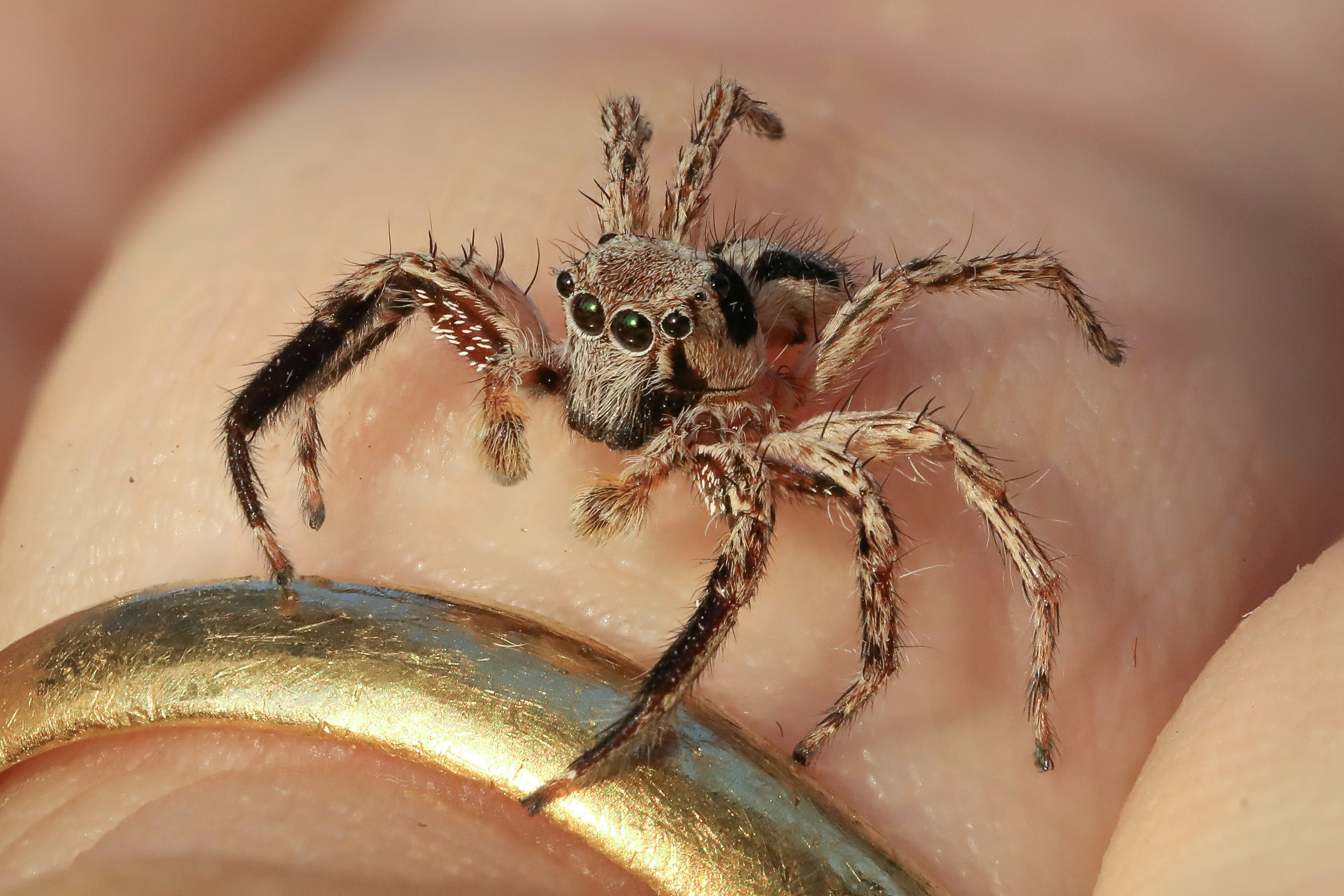
Plexippus petersi, maschio

Considerato un sinonimo posteriore di Hissarinus Charitonov, 1951, sulla base dello studio della specie tipo Hissarinus kondarensis effettuato dall'aracnologa Andreeva nel 1975; è anche sinonimo posteriore di Apamamia Roewer, 1944 a seguito di un lavoro degli aracnologi Ledoux & Hallé del 1995:
A dicembre 2010, si compone di 37 specie e una sottospecie:
1. Plexippus andamanensis (Tikader, 1977) — Isole Andamane
2. Plexippus aper Thorell, 1881 — Nuova Guinea
3. Plexippus auberti Lessert, 1925 — Africa orientale
4. Plexippus baro Wesolowska & Tomasiewicz, 2008 — Etiopia
5. Plexippus bhutani Zabka, 1990 — Bhutan, Cina
6. Plexippus brachypus Thorell, 1881 — Isola di Yule (Papua-Nuova Guinea)
7. Plexippus calcutaensis (Tikader, 1974) — India, Filippine
8. Plexippus clemens (O. P.-Cambridge, 1872) — Israele, Libia, Yemen
9. Plexippus coccinatus Thorell, 1895 — Birmania
10. Plexippus devorans (O. P.-Cambridge, 1872) — dalla Grecia all'Asia centrale
11. Plexippus fannae (Peckham & Peckham, 1896) — dal Guatemala alla Colombia
12. Plexippus frendens Thorell, 1881 — Nuova Guinea
13. Plexippus fuscus Rollard & Wesolowska, 2002 — Guinea
14. Plexippus incognitus Dönitz & Strand, 1906 — Cina, Corea, Taiwan, Giappone
15. Plexippus insulanus Thorell, 1881 — Arcipelago delle Molucche
16. Plexippus iranus Logunov, 2009 — Iran
17. Plexippus kondarensis (Charitonov, 1951) — Asia centrale
18. Plexippus luteus Badcock, 1932 — Paraguay
19. Plexippus minor Wesolowska & van Harten, 2010 — Emirati Arabi Uniti
20. Plexippus niccensis Strand, 1906 — Giappone
21. Plexippus ochropsis Thorell, 1881 — Nuova Guinea
22. Plexippus paykulli (Audouin, 1826)[3] — cosmopolita (presente in Italia)
  - Plexippus paykulli nigrescens (Berland, 1933) — Isole Marchesi
23. Plexippus perfidus Thorell, 1895 — Birmania
24. Plexippus petersi (Karsch, 1878) — dall'Africa al Giappone, Filippine, Hawaii
25. Plexippus phyllus Karsch, 1878 — Nuovo Galles del Sud
26. Plexippus pokharae Zabka, 1990 — Nepal
27. Plexippus redimitus Simon, 1902 — India, Sri Lanka
28. Plexippus robustus (Bösenberg & Lenz, 1895) — Africa orientale
29. Plexippus rubrogularis Simon, 1902 — Sudafrica
30. Plexippus seladonicus C. L. Koch, 1846 — Messico
31. Plexippus setipes Karsch, 1879 — Turkmenistan, Cina, Corea, Vietnam, Giappone
32. Plexippus stridulator Pocock, 1899 — Nuova Britannia
33. Plexippus taeniatus C. L. Koch, 1846 — Messico
34. Plexippus tortilis Simon, 1902 — Africa occidentale
35. Plexippus wesolowskae Biswas & Raychaudhuri, 1998 — Bangladesh
36. Plexippus yinae Peng & Li, 2003 — Cina
37. Plexippus zabkai Biswas, 1999 — Bangladesh

### Specie trasferite
I caratteri distintivi di questo genere, in comune a vari altri generi della famiglia, fanno sì che sia abbastanza elevato il numero di specie trasferite altrove, in questo caso ben 30:
1. Plexippus albicrinitus Badcock, 1932; trasferita al genere Euophrys.
2. Plexippus albopunctatus Thorell, 1895; trasferita al genere Burmattus.
3. Plexippus annulipedis Saito, 1939; trasferita al genere Plexippoides.
4. Plexippus argentosus Thorell, 1881; trasferita al genere Cytaea.
5. Plexippus bivittatus C. L. Koch, 1846; trasferita al genere Phidippus.
6. Plexippus caeruleus Karsch, 1880; trasferita al genere Chalcotropis.
7. Plexippus calcaratus Karsch, 1880; trasferita al genere Epocilla.
8. Plexippus crassipes Karsch, 1881; trasferita al genere Pancorius.
9. Plexippus discifer Schenkel, 1953; trasferita al genere Plexippoides.
10. Plexippus guttatus C. L. Koch, 1846; trasferita al genere Phiale.
11. Plexippus incanus Karsch, 1878; trasferita al genere Servaea.
12. Plexippus intermedius Karsch, 1880; trasferita al genere Bavia.
13. Plexippus kuekenthali Pocock, 1897; trasferita al genere Palpelius.
14. Plexippus lividus Karsch, 1880; trasferita al genere Telamonia.
15. Plexippus luteostriatus (Keyserling, 1877); trasferita al genere Euophrys.
16. Plexippus marginellus (Simon, 1883); trasferita al genere Wesolowskana.
17. Plexippus musicus Mello-Leitão, 1945; trasferita al genere Tullgrenella.
18. Plexippus nigrifrons C. L. Koch, 1846; trasferita al genere Evarcha.
19. Plexippus optabilis Fox, 1937; trasferita al genere Evarcha.
20. Plexippus planiceps Karsch, 1880; trasferita al genere Bavia.
21. Plexippus pococki Thorell, 1895; trasferita al genere Burmattus.
22. Plexippus pupulus Thorell, 1881; trasferita al genere Zenodorus.
23. Plexippus rufus C. L. Koch, 1846; trasferita al genere Eris.
24. Plexippus selectus C. L. Koch, 1846; trasferita al genere Phiale.
25. Plexippus setosus Karsch, 1880; trasferita al genere Telamonia.
26. Plexippus severus Thorell, 1881; trasferita al genere Cytaea.
27. Plexippus simplicissimus Karsch, 1880; trasferita al genere Thiania.
28. Plexippus unicolor Karsch, 1880; trasferita al genere Lepidemathis.
29. Plexippus validus Urquhart, 1893; trasferita al genere Servaea.
30. Plexippus wallacei Thorell, 1881; trasferita al genere Euryattus.

### Nomina dubia
1. Plexippus hepaticus C. L. Koch, 1846; l'esemplare rinvenuto in Malaysia, a seguito di un lavoro dell'aracnologo Roewer del 1955 è da ritenersi nomen dubium[1].
2. Plexippus malayensis Simon, 1864; l'esemplare rinvenuto in Malaysia, a seguito di un lavoro dell'aracnologo Roewer del 1955 è da ritenersi nomen dubium[1].
3. Plexippus obesus Thorell, 1881; l'esemplare rinvenuto in Malaysia, a seguito di un lavoro dell'aracnologo Roewer del 1955 è da ritenersi nomen dubium[1].
4. Plexippus sylvarus Urquhart, 1892; l'esemplare rinvenuto in Nuova Zelanda, a seguito di un lavoro dell'aracnologo Roewer del 1955 è da ritenersi nomen dubium[1].
5. Plexippus veles Thorell, 1878; l'esemplare rinvenuto sull'Isola Ambon, a seguito di un lavoro dell'aracnologo Roewer del 1955 è da ritenersi nomen dubium[1].